# Hackman
Hackman was een Fins bedrijf dat bestek en kookgerei maakte. Het bedrijf werd opgericht in 1790 in Viipuri (nu Vyborg, behorend tot Rusland) door de Duitse ondernemer Johan Friedrich Hackman. Oorspronkelijk ontplooide Hackman & Co. in Savo en Karelië activiteiten op vele gebieden, waaronder houtzagerijen en zuivelfabrieken. In 1924 werd begonnen met het maken van bestek van roestvast staal. Omstreeks 1930 was er de eerste complete serie bestek en op die tak werden de bedrijfsactiviteiten geconcentreerd. De productie van stalen ketels begon in 1950. 

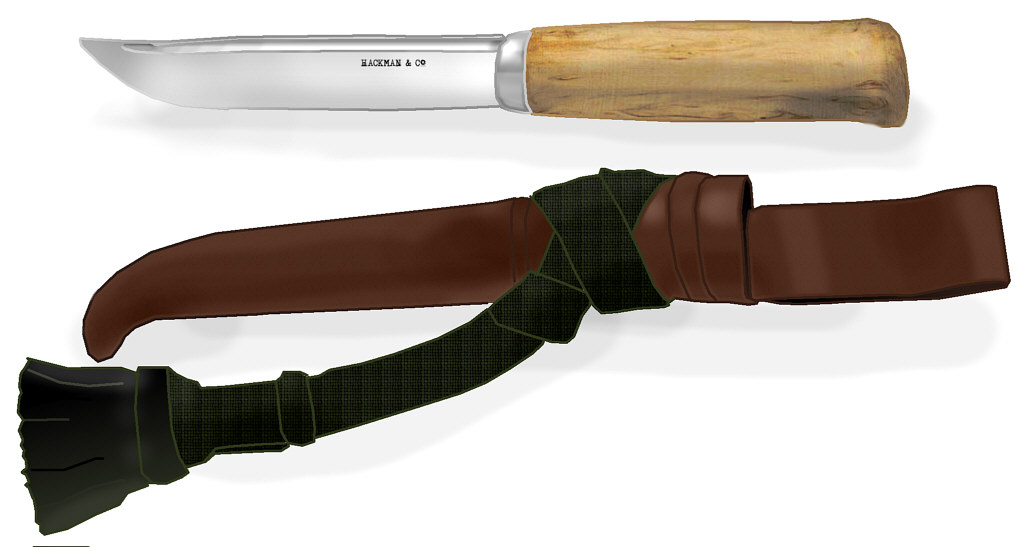
Een mes van Hackman

Hackman Tabletop Oy, waarvan inmiddels ook porseleinbedrijf Arabia, de glasfabriek van Nuutajärvi, Rörstrand-Gustavsberg en diverse Noorse en Zweedse fabrieken deel uitmaakten, werd in 1990 eigendom van glaswerkfabriek Iittala, die op zijn beurt in 2004 werd overgenomen door het Italiaanse bedrijf Ali SpA. In 2007 werden de activiteiten gesplitst. De productie van bestek en keukenaccessoires werd voortgezet door Fiskars onder de naam Iitala, het professionele keukengerei wordt geproduceerd door Metos Oy.
Hackman is een bekende merknaam in Finland. In een onderzoek uit 2008 naar Finse en internationale merkbekendheid eindigde Hackman als vijfde meest gewaardeerde merk.
Het vlindermes (Fins: 'linkkupuukko') was een bekend product van Hackman. Het werd verkocht als 'retkiveitsi' (campingmes) en later als 'eräpuukko' (mes voor de wildernis). De messen werden ook verkocht in de Verenigde Staten en volgens sommige onderzoekers werden de messen door de CIA verstrekt gedurende de Vietnamoorlog.